# Regards
Regards ist ein Jazzalbum von Dave Ballou. Die im März 2004 entstandenen Aufnahmen erschienen am 3. Mai 2005 auf SteepleChase Records.

## Hintergrund
Ballou hatte zu der Zeit der Erscheinens von Regards nicht nur als Mitglied der großen Ensembles von Andrew Hill und Maria Schneider sowie der Bläsergruppe von Steely Dan gearbeitet, sondern war auch Partner für freie Improvisation mit dem Geiger Mat Maneri. Unter eigenem Namen hatte er, als Regards erschien, eine Reihe von Alben für das dänische SteepleChase-Label veröffentlicht, im Jahr zuvor Dancing Foot, mit John Hébert, Michael Formanek und Kevin Norton. Auf dem Album Regards spielte er Jazzstandards wie „I Remember You“ und Eigenkompositionen. Seinem Quartett gehörten Frank Kimbrough (Piano), John Hébert (Bass) und Randy Peterson (Schlagzeug) an. Ballous Komposition „Bumpus“ ist eine Hommage an den verstorbenen Saxophonisten Cornelius Bumpus, mit dem Dave Ballou in den Steely Dan-Horns zusammengearbeitet hat.

## Titelliste
- Dave Ballou Quartet: Regards (SteepleChase SCCD 31573)[2]
  1. Tenderly (Hoagy Carmichael, Walter Gross) 8:05
  2. Labels (Dave Ballou) 7:09
  3. Bemsha Swing (Thelonious Monk) 4:07
  4. Bumpus (Dave Ballou) 8:07
  5. If I Should Lose You (Ralph Rainger, Leo Robin) 10:44
  6. Regards (Dave Ballou) 7:13
  7. I Remember You (Victor Schertzinger, Johnny Mercer) 8:30
  8. Blues (Dave Ballou) 11:24

## Rezeption
Nach Ansicht von Ken Franckling, der das Album in All About Jazz rezensierte, dekonstruieren und rekonstruieren Ballou und Co. jeden des Standards wie Monks „Bemsha Swing“ „und machen sie zu Startrampen für ausgedehnte Improvisation, wobei der Schwerpunkt auf ausgedehnt liegt.“ Die klassische Leo Robin/Ralph Rainger-Ballade „If I Should Lose You“ erfahre eine hervorragende Quartettbearbeitung. Der Pianist Frank Kimbrough setzt die Agenda für dieses Stück mit einem cleveren Kontrapunkt in Ballous erweitertem Eröffnungssolo. Bass und Schlagzeug spielen dann eine kontrastierende Rolle unter dem Klaviersolo." Alles in allem sei das Album ein großartiges Hörerlebnis, resümiert der Autor.